# Велдер (Тексас)
Велдер (енгл. Waelder) град је у америчкој савезној држави Тексас. По попису становништва из 2010. у њему је живело 1.065 становника.

## Демографија
Према попису становништва из 2010. у граду је живело 1.065 становника, што је 118 (12,5%) становника више него 2000. године.
| Група             | 2000.       | 2010.       |
| Белци             | 135 (14,3%) | 96 (9,0%)   |
| Афроамериканци    | 232 (24,5%) | 142 (13,3%) |
| Азијати           | 0 (0,0%)    | 0 (0,0%)    |
| Хиспаноамериканци | 573 (60,5%) | 826 (77,6%) |
| Укупно            | 947         | 1.065       |